# Lost in Random
《Lost in Random》是2021年動作冒險遊戲，由Zoink開發、艺电發行。遊戲對應任天堂Switch、PlayStation 4、PlayStation 5、Windows、Xbox One、Xbox Series X/S平台。
遊戲在Metacritic的各平台匯總得分為74—80，在OpenCritic的媒體推薦率為70%。

## 外部連結
- 官方网站 （英語）